# Хокора
Хокора (яп. 祠) — маленькое японское святилище. 

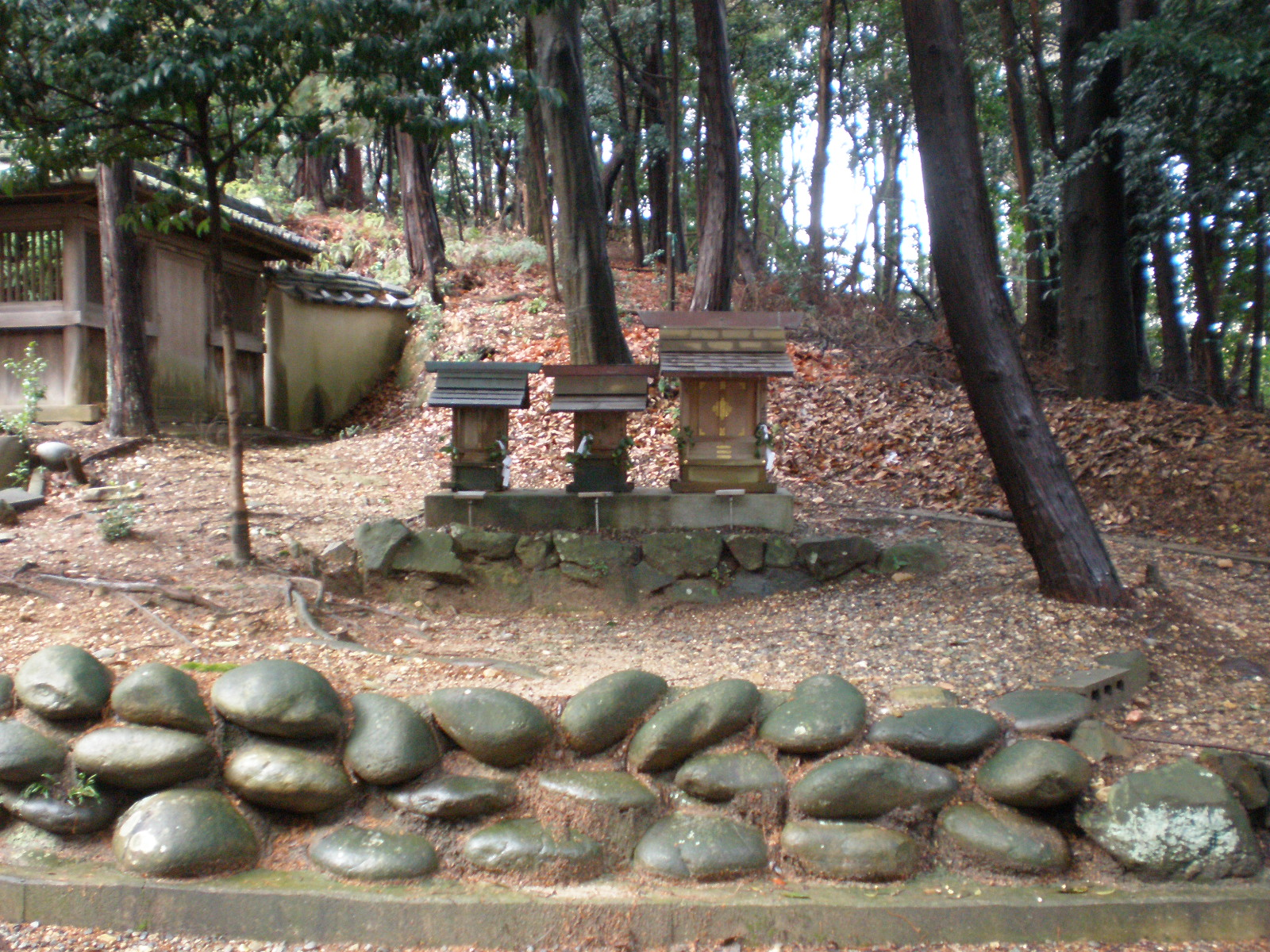
Группа хокора на обочине деревенской дороги

Хокора может стоять отдельно, но может и находиться на территории крупного храма. Часто хокора бывают посвящены божеству, оберегающему путников (например, Дзидзо (яп. 地蔵)).
Происхождение современных святилищ прослеживается в термине хокура (яп. 神庫), буквально означающем «божественная кладовая». Считается, что хокора  - одно из древнейших японских слов, обозначающих святилище. Первые хокора были хранилищами ёрисиро. 